# 아크수 지구
아크수 지구(위구르어: ئاقسۇ ۋىلايىتى, 중국어: 阿克苏地区, 병음: Ākèsū Dìqū)는 신장 위구르 자치구의 서쪽에 위치한 지구이다. 면적은 128,099km2이고 인구는 220만 명(2007년)이 거주한다.

## 지리
톈산산맥 남쪽 기슭, 타클라마칸 사막 북쪽에 위치하여, 동쪽은 바잉궈렁 몽골 자치주와 접해, 남쪽은 타클라마칸 사막을 멀리해 호탄 지구를 바라본다. 서남쪽은 카슈가르 지구, 서북쪽은 키르키스스탄 및 카자흐스탄과 국경을 접한다.

## 주민
21만9,000명의 인구 중, 71.93%가 위구르족, 26.62%가 한족이다.
| 민족       | 인구      | %       |
| ---------- | --------- | ------- |
| 위구르족   | 1.540.633 | 71,93 % |
| 한족       | 570.147   | 26,62 % |
| 후이족     | 11.811    | 0,55 %  |
| 키르기스족 | 9.748     | 0,46 %  |
| 투자족     | 4.265     | 0,2 %   |
| 먀오족     | 1.373     | 0,06 %  |
| 몽골족     | 775       | 0,04 %  |
| 티베트족   | 743       | 0,03 %  |
| 좡족       | 405       | 0,02 %  |
| 만주족     | 374       | 0,02 %  |
| 둥샹족     | 330       | 0,02 %  |
| 기타       | 1.141     | 0,05 %  |

## 행정구역
1개의 현급시, 8개의 현으로 구성되어 있다.
- 현급시
  - 아커쑤 시(아크수 시)(위구르어: ئاقسۇ شەھىرى, 중국어: 阿克苏市)
- 현
  - 원쑤 현(온수 현)(위구르어: ئونسۇ ناھىيىسى, 중국어: 温宿县)
  - 쿠처 현(쿠차르 현)(위구르어: كۇچار ناھىيىسى, 중국어: 库车县)
  - 사야 현(사야르 현)(위구르어: شايار ناھىيىسى, 중국어: 沙雅县)
  - 신허 현(토크수 현)(위구르어: توقسۇ ناھىيىسى, 중국어: 新和县)
  - 바이청 현(바이 현)(위구르어: باي ناھىيىس, 중국어: 拜城县)
  - 우스 현(우츠투르판 현)(위구르어: ئۇچتۇرپان ناھىيىسى, 중국어: 乌什县)
  - 아와티 현(아와트 현)(위구르어: ئاۋات ناھىيىسى, 중국어: 阿瓦提县)
  - 커핑 현(칼핀 현)(위구르어: كەلپىن ناھىيىسى, 중국어: 柯枰县)

## 관광
쿠처 현의 키질 천불동이나 쿠차 고성이 유명하다. 　　